# کارلو دیویس
کارلو دیویس (انگلیسی: Carlo Davies؛ زادهٔ ۱۵ ژوئیه ۱۸۹۸) بازیکن فوتبال اهل ایتالیا است.
از باشگاه‌هایی که در آن بازی کرده‌است می‌توان به باشگاه فوتبال اینتر میلان اشاره کرد.